# Where Ironcrosses Grow
Where Ironcrosses Grow – szósty album studyjny szwedzkiej grupy muzycznej Dismember. Wydawnictwo ukazało się 8 marca 2004 roku nakładem wytwórni muzycznej Karmageddon Media. Wersja na płycie winylowej została wydana na przez firmę Vinyl Collectors.

## Lista utworów
Opracowano na podstawie materiału źródłowego.
1. "Where Ironcrosses Grow" (David Blomqvist, Richard Cabeza, Fred Estby, Matti Karki, Magnus Sahlgren) – 2:35
2. "Forged with Hate" (Fred Estby) – 2:55
3. "Me-God" (David Blomqvist, Richard Cabeza, Fred Estby) – 4:20
4. "Tragedy of the Faithful" (David Blomqvist, Fred Estby, Matti Karki) – 3:47
5. "Chasing the Serpent" (Fred Estby) – 4:13
6. "Where Angels Fear to Tread" (David Blomqvist, Richard Cabeza, Matti Karki) – 4:43
7. "Sword of Light" (David Blomqvist, Fred Estby, Matti Karki) – 3:24
8. "As the Coins upon Your Eyes" (David Blomqvist, Matti Karki) – 3:30
9. "Children of the Cross" (David Blomqvist, Richard Cabeza, Matti Karki) – 5:08
10. "As I Pull the Trigger" (David Blomqvist, Richard Cabeza, Matti Karki) – 3:38

## Twórcy
Opracowano na podstawie materiału źródłowego.
- Matti Kärki – wokal prowadzący
- David Blomqvist – gitara rytmiczna, gitara prowadząca, gitara basowa
- Richard Cabeza – gitara basowa (utwór 6, 9)
- Fred Estby – perkusja, inżynieria dźwięku, miksowanie, produkcja muzyczna
- Anders Olsson – efekty dźwiękowe
- Anna Ledin – zdjęcia
- Dan SeaGrave – okładka